# Louňovice pod Blaníkem

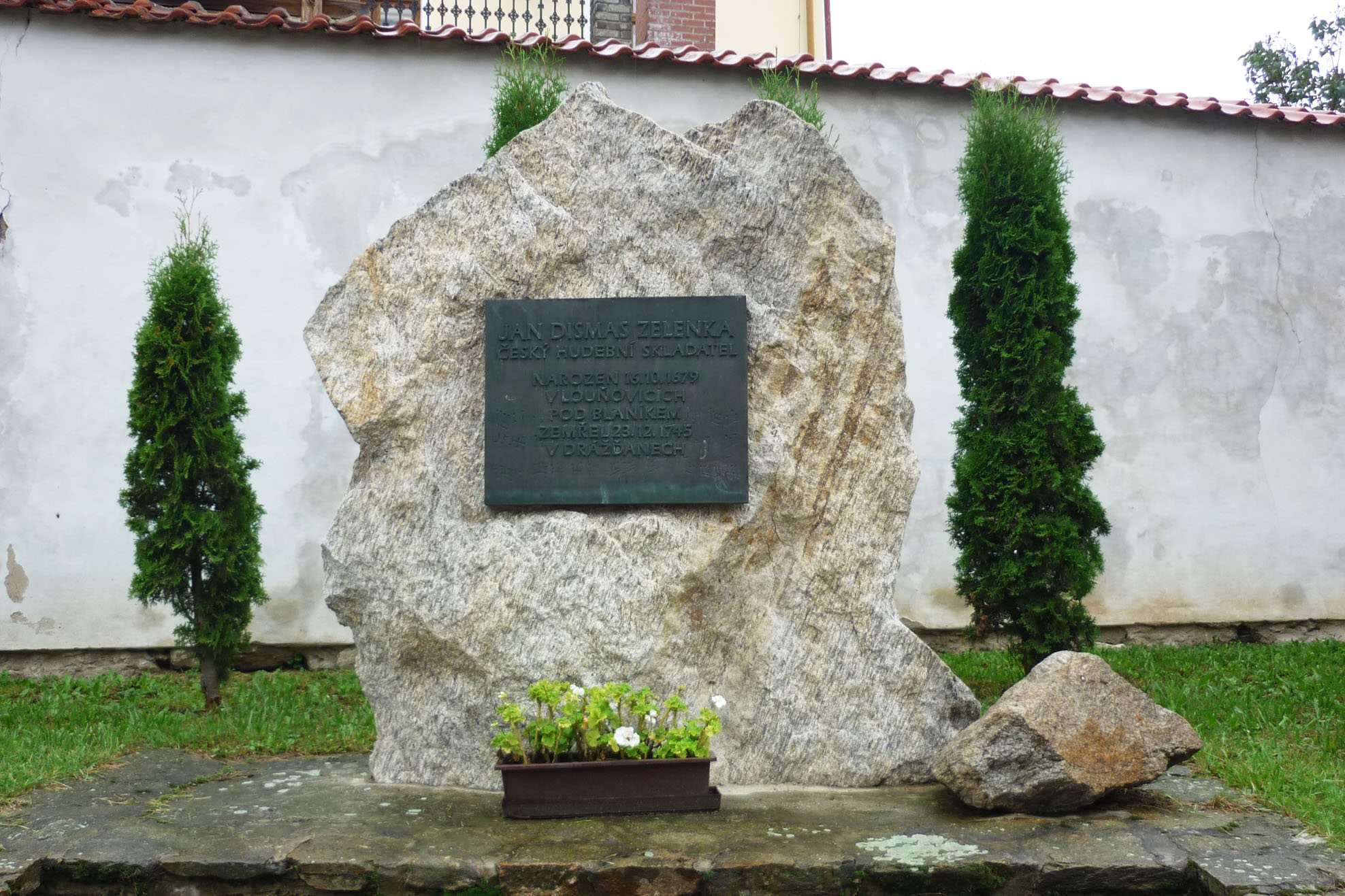
Denkmal für Jan Dismas Zelenka im Ort neben der Kirche

Louňovice pod Blaníkem (deutsch Launiowitz, früher auch Launowitz) ist ein Městys in Tschechien.

## Geographie
Louňovice liegt am Flüsschen Blanice, südöstlich der Bezirksstadt Benešov bei Prag, in einer hügeligen, naturbelassenen Landschaft Mittelböhmens.

## Geschichte
Die Region war ursprünglich durch Kelten besiedelt, die auf dem Berg Blaník eine 125 × 175 Meter große Feste erbauten. Die Feste verfiel. Die erste schriftliche Erwähnung des Ortes stammt von 1149, als der Abt Gotschalk von Seelau auf dem Gebiet ein Frauenkloster erbauen ließ. Die ersten Nonnen kamen aus Steinfeld. Später halfen sie bei der Gründung des Konvents Kanitz in Mähren.
Das Kloster wurde durch die Hussiten 1420 niedergebrannt, das einzige Gebäude, das übrig blieb, war die Kirche Mariahimmelfahrt. Die Ortschaft wurde 1436 durch Bestätigung König Sigismunds Eigentum der Hussitenstadt Tábor. Anfang des 15. Jahrhunderts wurde auf dem Berg Malý Blaník eine kleine Holzburg erbaut.
1547 erbauten die neuen Grundbesitzer an der Stelle des ehemaligen Konvents durch Oldřich Skuhrovský eine Renaissancefestung. Von 1652 bis 1675 erfolgte ein Umbau des Schlosses im Barockstil, von 1672 bis 1924 gehörte es dem Erzbistum Prag. Seit 2007 besitzt der Ort wieder den Status eines Městys.

## Ortsteile
- Býkovice
- Rejkovice
- Světlá (Lichtenwalde)
- Mrkvová Lhota

## Sehenswürdigkeiten
- Sagenumwobener Wallfahrtsberg Blaník mit der Felslandschaft Veřejová skála, aus der nach der alten Sage die böhmischen Ritter das Land, wenn es am Abgrund steht, befreien sollen. Zum Wallfahrtsort wurde Blaník 1851 durch Karel Villani, 1940 wurde ein Aussichtsturm gebaut.
- Kirche Maria Himmelfahrt aus dem 14. Jahrhundert, in der 2. Hälfte des 17. Jahrhunderts im Barockstil umgebaut.
- Barockschloss aus dem 17. Jahrhundert mit eigener Brauerei (nicht mehr im Betrieb) und Bierkellern.

## Söhne und Töchter der Gemeinde
- Petr Borkovec (* 1970), Dichter, Übersetzer und Kulturredakteur in Prag
- Jan Dismas Zelenka (1679–1745), Hofkomponist in Dresden